# Simon Bogner
Simon Bogner (* um 1500; † 31. August 1568 in Freiberg) war ein kursächsischer Bergbeamter und Unternehmer. Er war maßgeblich am erneuten Aufschwung des Bergbaus im Freiberger Revier im 16. Jahrhundert beteiligt.

## Leben und Wirken
Die Herkunft von Bogner ist unbekannt. Sein Name lässt jedoch darauf schließen, dass die Familie ursprünglich aus dem süddeutschen Raum stammt. Es gilt als gesichert, dass Bogner von auswärts nach Freiberg zuzog, da er 1533 bei seiner Aufnahme in die Knappschaft „Briefe“ vorlegte.
1528 wird er erstmals erwähnt, als er das Haus Donatsgasse 17 erwarb. Später besaß er auch noch die Häuser Fischerstraße 15 und Nonnengasse 17. Bis 1530 war er Stadtvogt und Stadtgerichtsschreiber. Er zeichnete sich „durch die allerfeineste [Schrift] unter allen vorigen Stadtvoigten“ aus.
Daneben war er auch als Bergbauunternehmer tätig. Er besaß eine Schmelzhütte und war Gewerke, also Bergwerksmiteigentümer. Ab 1537 war er Schichtmeister auf mehreren Gruben.
1541 wurde er Bergmeister für das Freiberger Bergrevier. Trotz des Eintritts in den Staatsdienst durfte er seine ihm gewährten unternehmerischen Vergünstigungen behalten. Am 21. September 1545 wurde er dann zum Bergvogt bestellt. In dieser Eigenschaft hatte er die Oberaufsicht über alle Bergwerke des Erzgebirgischen Kreises. Mit ihm und dem Bergamtsverwalter Hans Röhling begann der Aufbau einer mittleren Bergbehörde, dem späteren Sächsischen Oberbergamt. Im Jahre 1556 wurde Bogner auf der Burg Hohnstein arretiert.
Zu seinen bedeutendsten Leistungen zählte die Aufwältigung mehrerer Erbstolln: 1526 den Thelersberger Stolln bei Linda in die Striegis, 1542 den Hohebirker oder Hüttenstolln in den Münzbach, 1543 den Bockstolln bei Tuttendorf, 1544 den Christophstolln bei Hilbersdorf und 1550 den Annastolln (früher auch Bogners tiefer Stolln zu Rothenfurth) bei Halsbrücke, alle in die Freiberger Mulde.
Bergbauhistorisch bedeutsam sind seine in Artikeln niedergeschriebenen Berggebräuche, die das damalige Gewohnheitsrecht im Freiberger Bergbau dokumentieren.

## Schriften
- Die vornehmsten Wergk, damit dieß Bergwergk ist erhaben. In: Magazin für die Bergbaukunde. Band 11, 1795, S. 78–104 (Digitalisat).
- Hermann Löscher: Das Erzgebirgische Bergrecht des 15. und 16. Jahrhunderts. I. Teil: Die erzgebirgischen Berggebräuche des 16. Jahrhunderts und ihre Vorläufer seit etwa 1450. In: Freiberger Forschungshefte. Reprint der 1. Auflage. D 24. TU Bergakademie, Freiberg 2007, ISBN 3-86012-203-7, Simon Bogners Freiberger Berggebräuche einschließlich der Änderungen Christoph Lutzes, S. 141–220.
- Unterschiedliche Berichte und Nachrichten über unterschiedliche Bergsachen. Freiberg, [o. J.], 66 Bl.
- Alte Berg-Gebräuche bey der Churfürstl. Sächß. freyen BergStadt Freyberg. [s. l.], 1567